# Hell’s Ditch
Hell’s Ditch — пятый студийный альбом англо-ирландской группы The Pogues, изданный в 1990 году. Последний студийный альбом с Шейном Макгоуэном у микрофона. Пристрастившись к алкоголю и наркотикам, он стал ненадёжен как исполнитель, и был вынужден покинуть коллектив после выхода Hell’s Ditch.

## Об альбоме
Hell’s Ditch уделяет большое внимание стандартному року и фолк-року, традиционные ирландские композиции исчезли почти полностью. Присутствуют азиатские и испанские мелодии. Песня «Lorca’s Novena» была написана Шейном под впечатлением от творчества Фредерико Гарсии Лорки, с которым он познакомился во время съёмок фильма Прямо в ад. Песня рассказывает об убийстве поэта во время гражданской войны. «The Wake of the Medusa» написана от первого лица, песня вдохновлена картиной Теодора Жерико «Плот „Медузы“», которая в изменённом виде появилась на обложке второго альбома группы — Rum, Sodomy, and the Lash. Песня «Hell’s Ditch» во многом основана на творчестве французского писателя Жана Жене, в частности на «Богоматери цветов» и «Чуде о розе». Продюсером альбома выступил вокалист «The Clash» Джо Страммер, который также временно заменил Макгоуэна, когда The Pogues отправились гастролировать.

## Список композиций
Оригинальная долгоиграющая пластинка
| №   | Название                   | Автор(ы)             | Длительность |
| --- | -------------------------- | -------------------- | ------------ |
| 1.  | «Sunny Side of the Street» | Макгоуэн, Джем Финер | 2:44         |
| 2.  | «Sayonara»                 | Макгоуэн             | 3:07         |
| 3.  | «The Ghost of a Smile»     | Макгоуэн             | 2:58         |
| 4.  | «Hell's Ditch»             | Макгоуэн, Финер      | 3:03         |
| 5.  | «Lorca's Novena»           | Макгоуэн             | 4:40         |
| 6.  | «Summer in Siam»           | Макгоуэн             | 4:06         |
| 7.  | «Rain Street»              | Макгоуэн             | 4:00         |
| 8.  | «Rainbow Man»              | Терри Вудс           | 2:46         |
| 9.  | «The Wake of the Medusa»   | Финер                | 3:04         |
| 10. | «The House of Gods»        | Макгоуэн             | 3:46         |
| 11. | «5 Green Queens & Jean»    | Макгоуэн, Финер      | 2:35         |
| 12. | «Maidrin Rua»              | Народная             | 1:47         |
| 13. | «Six to Go»                | Вудс                 | 2:58         |

В переиздании 2005 года были добавлены 7 песен
| №  | Название                | Автор(ы)             | Длительность |
| -- | ----------------------- | -------------------- | ------------ |
| 1. | «Whiskey in the Jar»    | Народная             | 2:41         |
| 2. | «The Bastard Landlord»  | Финер                | 3:09         |
| 3. | «Infinity»              | Макгоуэн             | 2:48         |
| 4. | «The Curse Of Love»     | Финер                | 2:43         |
| 5. | «Squid Out Of Water»    | Макгоуэн             | 3:47         |
| 6. | «Jack's Heroes»         | Вудс, Спайдер Стэйси | 3:06         |
| 7. | «A Rainy Night In Soho» | Макгоуэн             | 4:48         |

## Демо
После записи Hell’s Ditch осталось несколько демозаписей, известные как Falconer demos. Они были изданы отдельно, тогда же, в 1990-м. «Murder Ska» и «Redemption Song» — песни с вокалом Спайдера Стэйси, которые не вошли в последующие альбомы The Pogues: Waiting for Herb и Pogue Mahone. «Victoria» и «Lust for Vomit» — инструментальные версии песен, которые позже появятся на дебютном альбоме «Shane MacGowan and The Popes» — The Snake («Lust for Vomit» под названием «A Mexican Funeral in Paris»). «NW3» — ранняя версия песни «Mother Mo Chroi», которая вышла на втором альбоме Shane MacGowan and The Popes — The Crock of Gold. «NW3» и «Murder Ska» были сыграны вживую ещё в 1988 году, но не были записаны должным образом. «NW3» планировалось включить в Hell’s Ditch, но Макгоуэн был не в состоянии обеспечить удовлетворительное вокальное исполнение.
- «Murder Ska»
- «Ghost of a Smile»
- «Bastard Landlord»
- «Summer in Siam»
- «Wake of the Medusa»
- «NW3»
- «Victoria»
- «Redemption Song»
- «Lust for Vomit»
- «Five Green Queens & Jean»

## Участники записи
- Шейн Макгоуэн — вокал
- Джем Финер — банджо, мандолина, колёсная лира, саксофон, гитара
- Спайдер Стэйси — вистл, вокал, губная гармоника
- Джеймс Фирнли — аккордеон, пианино, гитара, скрипка, ситар
- Терри Вудс — мандолина, гитара, цистра, вокал, концертина
- Фил Шеврон — гитара
- Дэррил Хант — бас-гитара
- Эндрю Ранкен — барабаны